# Pierre Lampué
Pour les articles homonymes, voir Lampué.
Pierre Lampué (Paris, 1899 - id., 1987) est un juriste français. Spécialiste du droit colonial, il est l'auteur, en collaboration avec Louis Rolland, du précis Dalloz de législation colonial.

## Biographie
Pierre Lampué naît le 13 juillet 1899 dans le 5e arrondissement. Il est le fils de Mario Lampué, chef de bureau à la préfecture de la Seine,, et de son épouse, Amélie née Thiriot. Il suit des études à l'École libre des sciences politiques, dont il sort diplômé, ainsi qu'à la faculté de droit de l'université de Paris. Docteur en droit, il est d'abord chargé de cours de droit constitutionnel à l'université de Rennes puis, semble-t-il, à l'université de Caen. En 1928, il est reçu au concours national de l'agrégation en droit (section droit public) avec Henri Dupeyroux, Marcel Waline et André Decencière-Ferrandière. Le 14 mai 1929, il est nommé, à compter du 1er novembre suivant, professeur de droit constitutionnel et international public. En 1932, il est candidat aux élections législatives dans la 1re circonconscription de Caen,. Mais Camille Blaisot, ministre de la Santé publique, est élu dès le premier tour,.
En 1939, il est mobilité comme lieutenant de réserve d'infanterie. Il regagne Caen après l'armistice. Affecté à Paris en 1943, il y est nommé professeur en 1944. Il enseigne, en outre, à l'École nationale de la France d'outre-mer et est chargé de mission à la faculté de droit de Saïgon en 1946 puis au Centre d'études juridiques de Tunis en 1947, à l'École française de droit du Caire en 1948 et à l'Institut Henri-Vizioz de Fort-de-France en 1957. Il prendra sa retreinte en 1969.
En 1954, il cosigne — avec Suzanne Bastid, Georges Burdeau, René Capitant, Charles Eisenmann et Marcel Sibert, cinq de ses collègues à la faculté de droit de Paris — la « Consultation de six professeurs de droit public sur la Communauté européenne de défense » publiée le 2 juin, en deux pleines pages, par Le Monde.
En 1959, il est nommé membre de la Cour arbitrale de la Communauté,,,. En 1962, il est le seul juriste à admettre la régularité de la procédure de révision de la Constitution mise en œuvre par Charles de Gaulle pour l'adoption du projet de loi relatif à élection au suffrage universel direct du président de la République, à savoir le recours, non pas à l'article 89 de la Constitution, mais à son article 11. En 1963, il est nommé, pour quatre ans, membre du Conseil supérieur de la magistrature,. En 1964, il cofonde, avec René Cassin, l'Institut international de droit d'expression française,,,. En 1965, il est fait commandeur de l'ordre national de la Légion d'honneur,. En 1967, il est reconduit, pour quatre ans, au Conseil supérieur de la magistrature.
Pierre Lampué meurt le 28 avril 1987 à Paris,.

### Documents officiels
- [Arrêté du 28 novembre 1928] Arrêté du 28 novembre 1928 instituant des agrégés des facultés de droit (section du droit public), dans Journal officiel de la République française, vol. 60e année, no 283 du 30 novembre 1928, p. 12513, col. 1 [fac-similé].
- [Décret du 14 mai 1929] Décret du 14 mai 1929 portant transformation de chaires et nomination de professeurs de faculté, dans Journal officiel de la République française, vol. 61e année, no 114 du 16 mai 1929, p. 5535, col. 1 [fac-similé].
- [Arrêté du 21 septembre 1944] Arrêté du 21 septembre 1944, dans Journal officiel de la République française, vol. 76e année, no 81 des 22 et 23 septembre 1944, p. 832, col. 2.
- [Décision du 7 mars 1959] Décision du 7 mars 1959 portant nomination des juges de la Cour arbitrale, dans Journal officiel de la République française, vol. , no  du 17 mars 1959, p. 3188, col. 2 (lire en ligne [fac-similé]).
- [Décret du 4 février 1963] Décret du 4 février 1963 portant nomination des membres du Conseil supérieur de la magistrature, dans Journal officiel de la République française, vol. 95e année, no 30 du 5 février 1963, p. 1179, col. 2 (lire en ligne [fac-similé]).
- [Décret du 31 janvier 1967] Décret du 31 janvier 1967 portant nomination des membres du Conseil supérieur de la magistrature, dans Journal officiel de la République française, vol. 99e année, no 29 du 3 février 1967, p. 1227, col. 1 (lire en ligne [fac-similé]).